# 老人照護

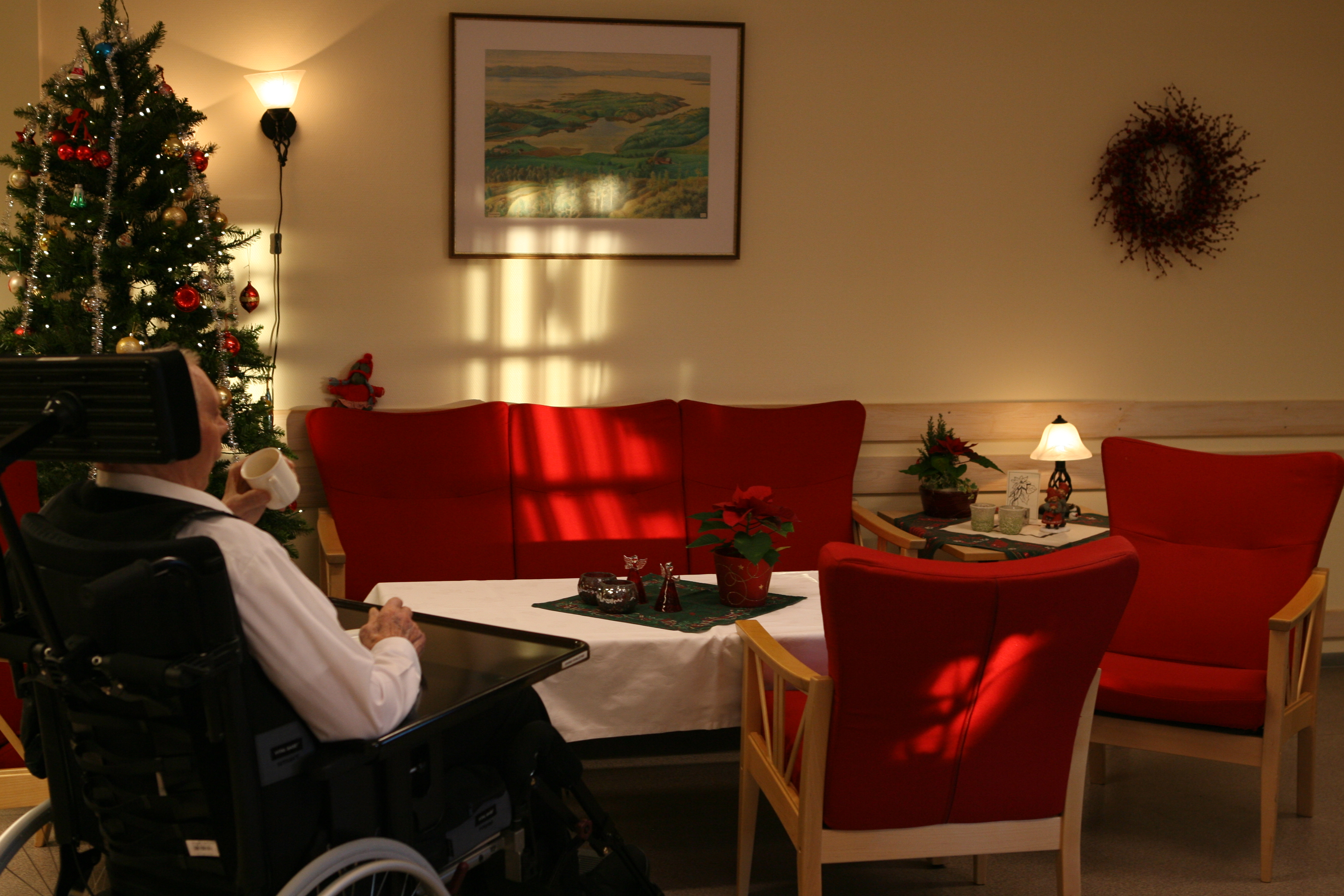
挪威一家養老院的老人

老人照護又稱養老服務、老年護理，是指人們為满足老年人特有的需求而提供的護理和照顧服務。老人照護涵蓋成人日間護理、長期照護、療養院照護、安寧療護和居家照護等服務。